# Preussiini
Preussiini – plemię owadów prostoskrzydłych z rodziny pasikonikowatych i podrodziny długoskrzydlakowych. Rodzajem typowym jest Preussia.

## Zasięg występowania
Przedstawiciele tego plemienia występują w Afryce Zachodniej i Środkowej.

## Systematyka
Do Preussiini zaliczane są 3 gatunki w 3 rodzajach:
- Enochletica
- Preussia
- Weissenbornia